# Arja Saijonmaa
Arja Enni Helena Saijonmaa, född 1 december 1944 i S:t Michel i Finland, är en finländsk sångare och skådespelare. Hon är internationellt aktiv och har deltagit i uttagningar till Eurovision Song Contest för både Finland och Sverige. "Jag vill tacka livet" och "Högt över havet" tillhör hennes mest kända sånger.

## Biografi
Arja Saijonmaa studerade vid Sibeliusakademin och tog en fil.kand. i drama, litteratur och musikvetenskap på Helsingfors universitet. Hon medverkade 1966 i kören till den politiska Lappo-operan av Arvo Salo och Kaj Chydenius, men debuterade som skivartist inom schlagerfacket.

### Genombrott och musikkarriär

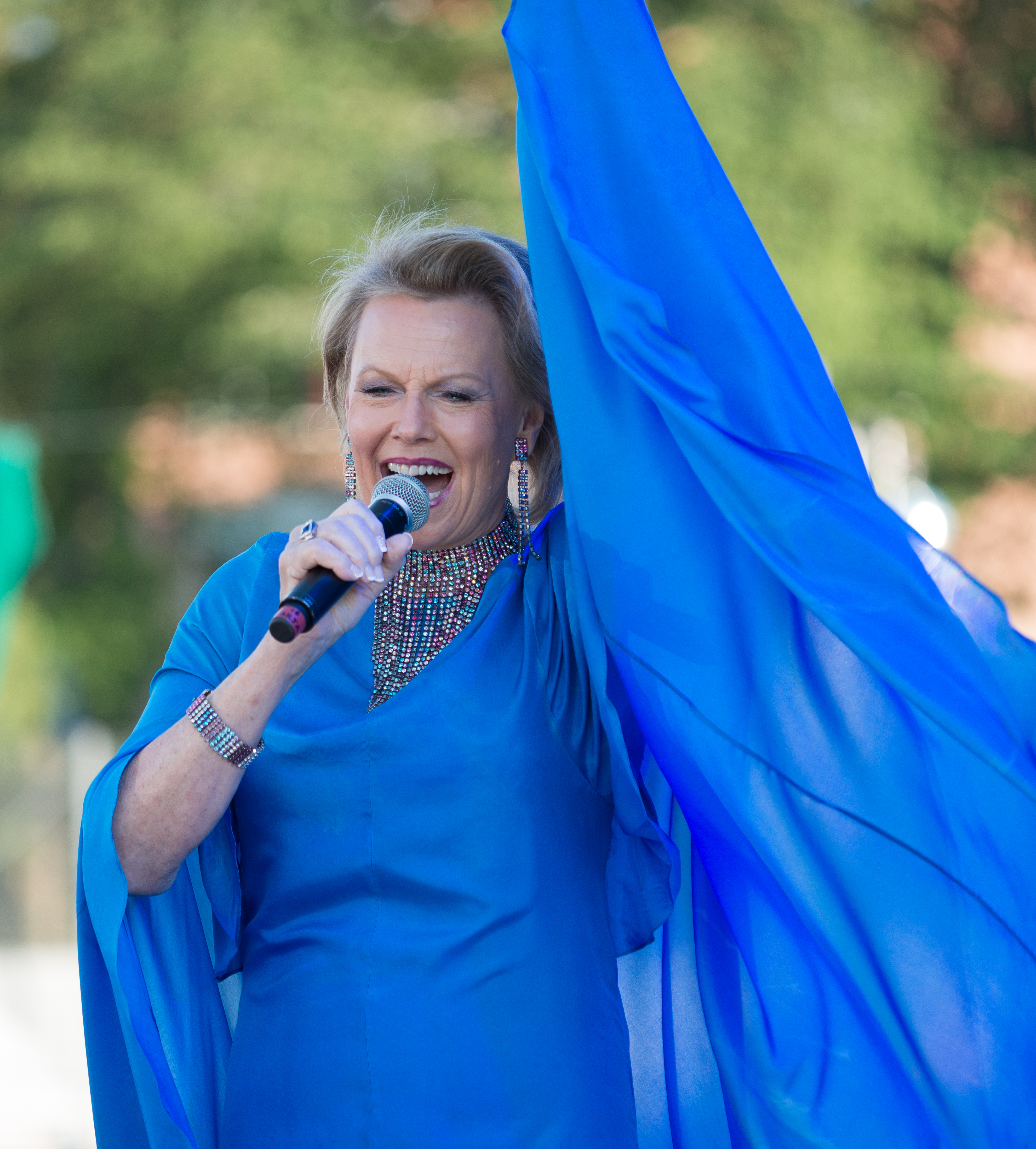
Arja Saijonmaa uppträder på Stockholm Pride 2014.

Hon drogs dock till den politiska sångrörelsen och medverkade på ett antal av Love Records samlingsalbum samt gjorde ett soloalbum för bolaget 1973. Hon hade träffat den grekiska kompositören Mikis Theodorakis 1970 och fick sitt internationella genombrott som sångsolist i hans ensemble på en omfattande världsturné 1970–1972. Framgången med Theodorakis fortsatte 1977, då hon på skiva tolkade grekiska sånger på svenska; en finskspråkig samling skördade framgång två år senare. År 1975 medverkade hon på Alternativfestivalen i Stockholm. År 1979 spelade hon in sånger av den chilenska sångerskan Violeta Parra på både svenska och finska. I Sverige blev särskilt "Jag vill tacka livet" (Inti-Illimani, Violeta Parras "Gracias a la vida") en stor framgång.
Arja Saijonmaa har en stor musikalisk bredd, som även inbegripit tolkningar av Zarah Leander och klassisk musik. Sammanlagt har hon spelat in 35 album. Hon har spelat in låtar på många olika språk, bland annat finska, svenska, norska, spanska, italienska, grekiska, tyska, franska, och engelska. Hon har också haft filmroller i till exempel Charlotte Löwensköld och Herr Puntila och hans dräng Matti, båda 1979. Under tiden då diktatur rådde i Grekland, var hon mycket engagerad i landets sak, vilket hon beskriver i sin bok En ung naken kvinna.
Hon skrev sin första sångtext med "Min ensamhet", som utgavs som en singel 2014 och också ingick i albumet Dig har jag kär… min svenska sångbok 2014.

### Melodifestivalen

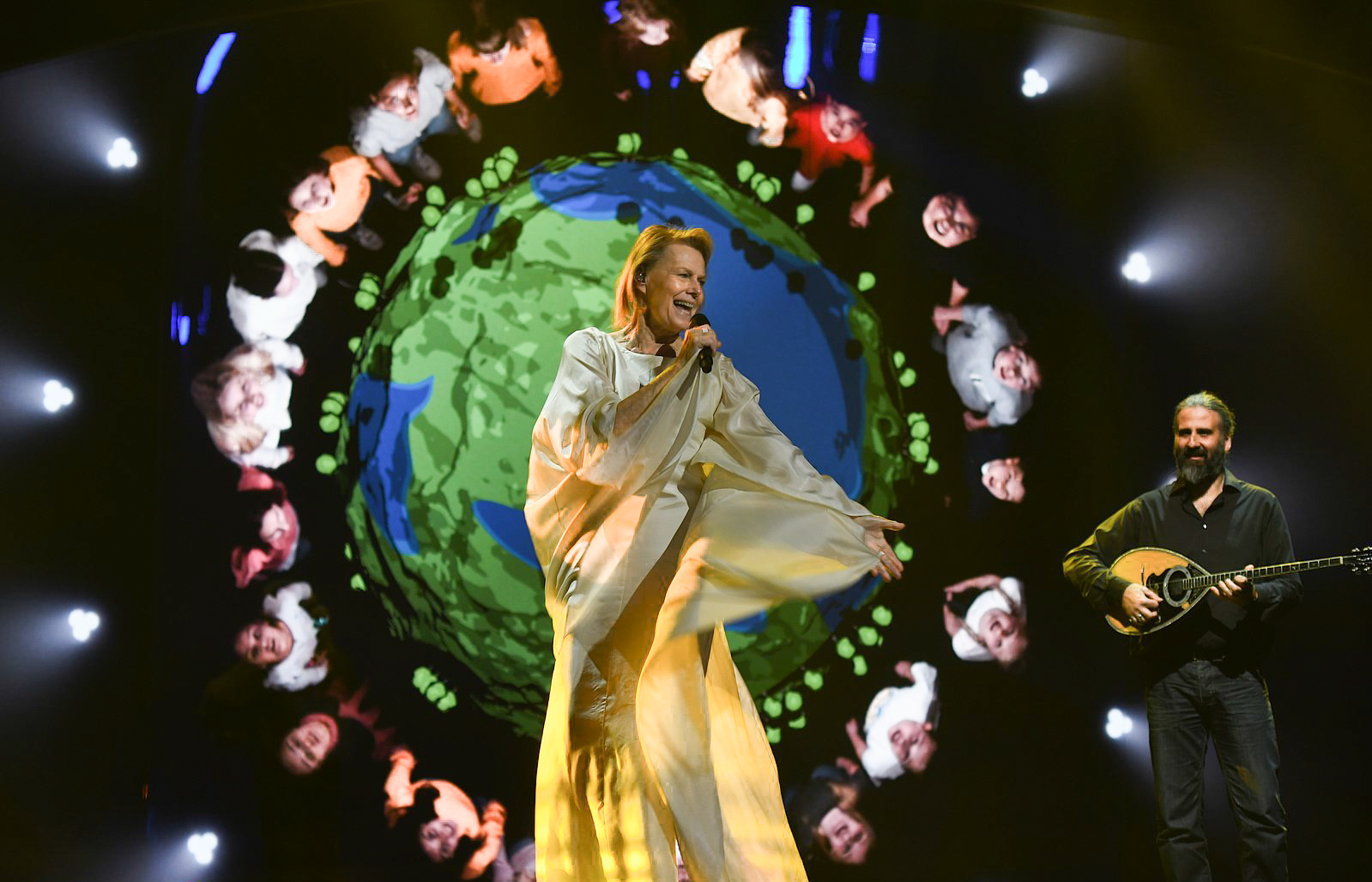
Arja Saijonmaas återkomst som tävlande i Melodifestivalen 2019 med bidraget Mina fyra årstider.

År 1971 deltog Arja Saijonmaa i Finlands uttagning till Eurovisionsschlagerfinalen med sången "Talvilintu". År 1987 ställde hon upp i den svenska Melodifestivalen med låten "Högt över havet" som kom på andra plats endast en poäng efter Lotta Engberg med "Fyra Bugg & en Coca Cola". Däremot vann bidraget omröstningen i den då nyuppstartade tävlingen OGAE Second Chance Contest. År 1990 deltog hon återigen i Finland med sången "Gabriela". 
Hon var en av de tio programledarna för Melodifestivalen 2000 i Göteborg. Hon återkom som tävlande artist i Melodifestivalen 2005 med låten "Vad du än trodde så trodde du fel", en låt som inte nådde samma framgångar som "Högt över havet". I november 2018 bekräftades det att Arja Saijonmaa skulle göra återkomst som tävlande i Melodifestivalen 2019 med bidraget "Mina fyra årstider". Hon var det femte bidraget i första deltävlingen där hon hamnade på sjunde plats.

### Övriga aktiviteter

Arja Saijonmaa bevistar Urho Kekkonens begravning i Helsingfors den 7 september 1986.

Arja Saijonmaa har sedan 1987 varit FN-ambassadör vid UNHCR. Hon skrev 2000 boken Sauna om den finska bastutraditionen. Saijonmaa har kandiderat i finländska riksdagsval och EU-val för Svenska folkpartiet.
Hon sjöng sin låt "Jag vill tacka livet" på Olof Palmes begravning.
2014 utnämndes hon till hedersledamot av Boelspexarna. Boelspexarna har i sitt spex Napoleon lånat Saijonmaas melodi Högt över havet till sin kuplett Finland är Finland. Under föreställningen av Napoleon 2014 framträdde Saijonmaa tillsammans med ensemblen.
Saijonmaa fick Pro Finlandia-utmärkelsen 1986. Hon är bosatt i Stockholm och Paris.
Under hösten 2024 var Saijonmaa en av deltagarna i den femtonde säsongen av TV4s underhållningsprogram Så mycket bättre.

## Utmärkelser
- Litteris et Artibus[15] (2025)

## Produktioner

### Diskografi

#### På finska
- 1972 – Laula kanssani toveri
- 1972 – Arja Saijonmaa & Mikis Theodorakis
- 1973 – Koko yön minun poikani valvoi
- 1975 – Huomenta sydämeni
- 1979 – Jokainen arkiaamu - Arja Saijonmaa & Mikis Theodorakis Ateenassa
- 1979 – Miten voin kyllin kiittää
- 1981 – Ruotsiin ja takaisin
- 1983 – Ystävän laulu
- 1985 – Valitut laulut
- 1988 – Arja Saijonmaa & George de Godzinsky Finlandia-talossa
- 1989 – Yhteinen taivas ja maa
- 1993 – Paijaa mua
- 1994 – La Cumparsita
- 2000 – Sydänten silta
- 2001 – 20 Suosikkia: Satumaa
- 2006 – Rakkaus on rohkeutta
- 2007 – Tähtisarja - 30 suosikkia (2cd)

#### På svenska
- 1977 – Det är tid att sjunga sånger
- 1977 – Tango Jalousie
- 1978 – Arja Saijonmaa i Stockholms konserthus
- 1979 – Jag vill tacka livet
- 1981 – Sånger från asfalt och ängar
- 1982 – Leksaker och parfym
- 1987 – Högt över havet
- 1988 – Arja sjunger Zarah
- 1989 – Samma himmel, samma sol
- 1994 – La Cumparsita
- 1994 – Arjas bästa
- 1998 – Bara du kommer
- 1999 – En bro av gemenskap
- 2000 – Guldkorn
- 2002 – 100 % (2cd)
- 2003 – Arja Nära
- 2005 – Vad du än trodde så trodde du fel
- 2014 – Dig har jag kär... min svenska sångbok

#### På andra språk
- 1976 – Bonjour mon coeur
- 1983 – Es ist Zeit

### Filmografi
- 1969 – Fabriksflickan
- 1969 – Pohjan tähteet
- 1978 – Restauranten
- 1979 – Charlotte Löwensköld
- 1979 – Herr Puntila och hans dräng Matti
- 1985 – Puntilan isäntä ja hänen renkinsä
- 1985 – Ur en kos dagbok
- 1986 – På liv och död
- 1988 – Clark Kent (TV-serie)
- 2007 – Stjärnorna på Slottet (TV-serie)
- 2019 – Melodifestivalen
- 2022 – Clark (TV-serie)
- 2022 – Klimatkampen
- 2024 - Så mycket bättre

### Teater

#### Roller (ej komplett)
| År   | Roll        | Produktion                                                | Regi         | Teater                         |
| ---- | ----------- | --------------------------------------------------------- | ------------ | ------------------------------ |
| 1974 |             | Mina sånger de ska leva Mikis Theodorakis                 | Pi Lind      | Nya Komediteatern/ Riksteatern |
| 2008 | Medverkande | Snurra min jord Hyllningsföreställning till Lars Forssell | Lars Löfgren | Vasateatern                    |